# نشانه سالوس
نشانهٔ سالوس (انگلیسی: Salus's sign) نشانه‌ای بالینی است که در آن انحراف وریدهای شبکیه را می‌توان در بررسی فوندوسکوپی مشاهده کرد که در بیماران مبتلا به رتینوپاتی ناشی از فشار خون بالا رخ می‌دهد.آرتریوسکلروز (تصلب شرایین) سبب کوتاه شدن یا کشیدگی شریان‌ها می‌شود که باعث حرکت وریدها در نقاطی تقاطع آرتریول‌ها و وِنول‌ها (وریدهای بسیار کوچک) می‌شود. این پدیده در نقاط تقاطع با زاویه قائمه، جایی که وِنول از روی شریان به شکل نعل اسبی عبور می‌کند، دیده می‌شود.
نشانهٔ سالوس نام خود را از چشم‌پزشک اتریشی روبرت سالوس می‌گیرد.